# Aa (Estônia)

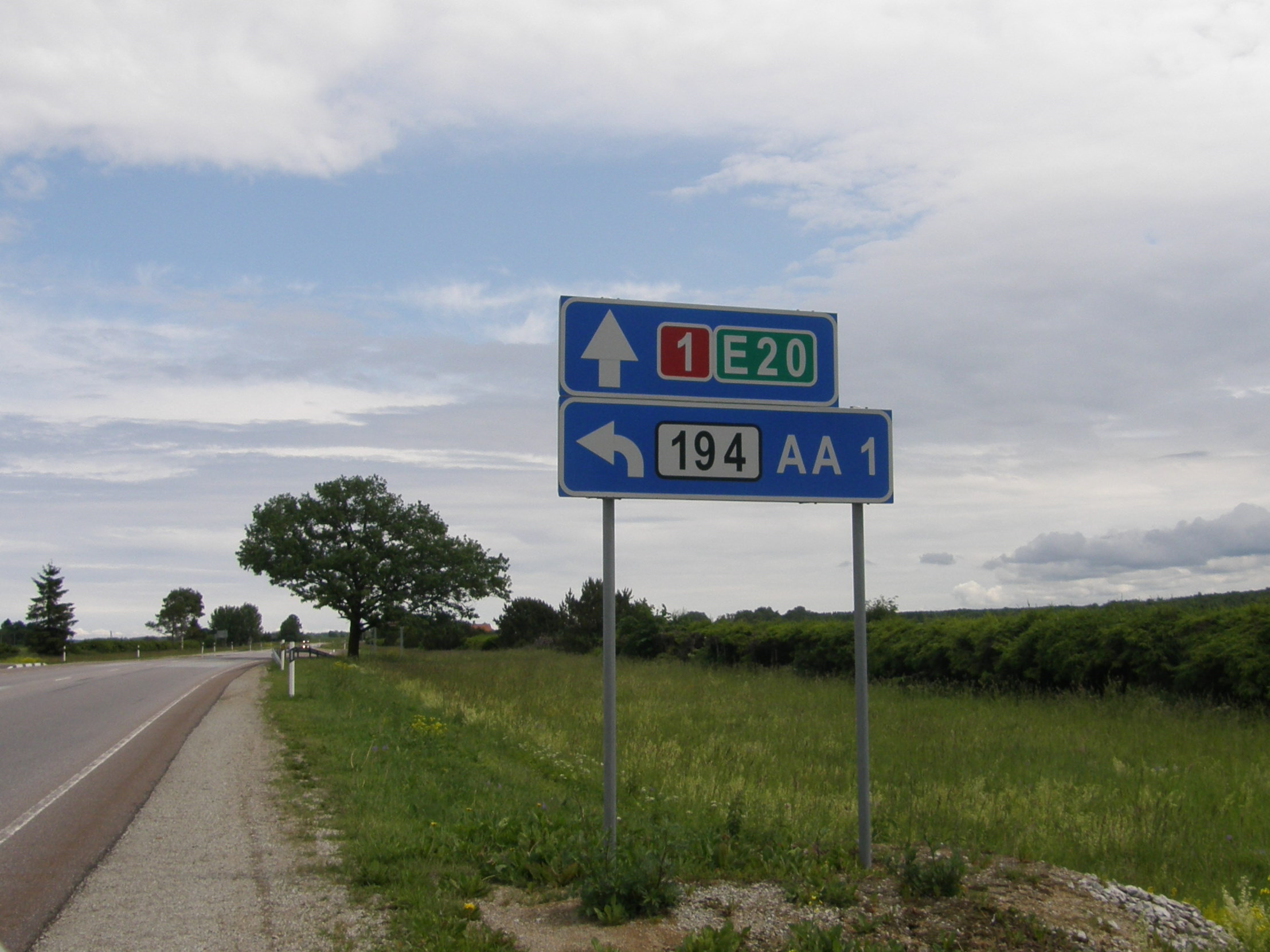
Placa rodoviária indicando o acesso a região

Aa é uma vila no norte da Estônia, na costa sul do Golfo da Finlândia, na parte oriental do município de Lüganuse do Ida-Virumaa, a 10 km de Lüganuse. Parte da vila, incluindo a mansão de Aa, está situada nas jazidas de calcário do norte da Estônia.
De acordo com o censo de 2000, a população de Aa era de 190 habitantes.

## História
O primeiro registro sobre Aa data de um censo dinamarquês de 1241 (Liber Census Daniae) onde seu nome foi listado como Hazæ. Mais tarde ela também ficou conhecida pelo nome alemão Haakhof. A vila localizava-se no território da histórica paróquia de Lüganuse, da região de Viru.

## Atrações turísticas
A mansão de Aa (construída primeiramente em 1426-1487) é atualmente um abrigo para pessoas idosas. Outros locais interessantes para se visitar em Aa incluem o antigo garden pavilion (atual capela), o parque da mansão (Parque Aa, 65.000 m² de área de preservação florestal), um bosque de pinheiros, a área de acampamento para jovens Giideon da Igreja Metodista da Estônia e uma praia.